# Element Management System
Ein Element Management System (EMS) ist eine zentralisierte Netzwerkmanagement-Software und dient der Remote Konfiguration, Analyse und Systemüberwachung. Ein EMS verwendet neben anderen Protokollen wie CMIP (Common Management Information Protocol) oder CMAP (Connection Management Access Protocol) meist das SNMP (Simple Network Management Protocol). SNMP baut auf dem Manager-Agent Prinzip auf und dient der Übermittlung von Steuerungs- sowie Kontrolldaten zwischen den Netzwerkelementen. Der Manager hat also die Möglichkeit, alle Agents (Netzwerkelemente) zu verwalten.
Da die Netzwerkgröße stetig anwächst, ist es eine Herausforderung, das Netzwerk funktionsfähig zu halten und auf mögliche Netzwerkstörungen umgehend zu reagieren. Dies gilt vor allem, wenn mehrere Switches in den verschiedenen Subnetzen eingesetzt werden.
Um das Netzwerkmanagement zu vereinfachen, bietet ein EMS eine zentralisierte Remote-Management-Plattform, mit der Administratoren auf einfache Art und Weise von einem einzigen Computer aus jedes Element im Netzwerk verwalten und überwachen können. Somit wird ein effizientes Netzwerkmanagement ermöglicht und die Last vom Administrator genommen.